# Federico Redondo
Federico Redondo Solari (Madrid, 2003. január 18. –) argentin korosztályos válogatott labdarúgó, az amerikai Inter Miami védekező középpályása.

## Pályafutása

### Klubcsapatokban
Redondo a spanyol fővárosban, Madridban született. Ifjúsági pályafutását az argentin fővárosban található Argentinos Juniors csapatában kezdte.
2022-ben mutatkozott be az Argentinos Juniors felnőtt keretében. 2024. február 23-án négyéves szerződést kötött az észak-amerikai első osztályban szereplő Inter Miami együttesével. Először a 2024. március 10-ei, Montréal ellen 3–2-re elvesztett mérkőzésen lépett pályára. 2024. július 18-án, a Toronto ellen hazai pályán 3–1-re megnyert találkozón két gólt is szerzett, emellett egy gólpasszt is kiosztott Diego Gómeznek.

### A válogatottban
Redondo az U20-as és az U23-as korosztályú válogatottakban képviselte Argentínát. Tagja volt a 2024-es párizsi olimpiára küldött nemzeti labdarúgó-keretnek is, ám pályára nem lépett.

## Statisztikák
2024. augusztus 14. szerint
| Klub               | Szezon   | Osztály          | Bajnokság | Bajnokság | Kupa  | Kupa | Nemzetközi | Nemzetközi | Összesen | Összesen |
| Klub               | Szezon   | Osztály          | Meccs     | Gól       | Meccs | Gól  | Meccs      | Gól        | Meccs    | Gól      |
| ------------------ | -------- | ---------------- | --------- | --------- | ----- | ---- | ---------- | ---------- | -------- | -------- |
| Argentinos Juniors | 2022     | Liga Profesional | 14        | 0         | 0     | 0    | —          | —          | 14       | 0        |
| Argentinos Juniors | 2023     | Liga Profesional | 21        | 1         | 16    | 1    | 7          | 0          | 44       | 2        |
| Inter Miami        | 2024     | MLS              | 9         | 2         | 0     | 0    | 6          | 0          | 15       | 2        |
| Összesen           | Összesen | Összesen         | 44        | 3         | 16    | 1    | 13         | 0          | 73       | 4        |